# Huangqi Bandao
Huangqi Bandao (kinesiska: 黄岐半岛) är en halvö i Kina. Den ligger i provinsen Fujian, i den sydöstra delen av landet, omkring 60 kilometer nordost om provinshuvudstaden Fuzhou.
Genomsnittlig årsnederbörd är 2 088 millimeter. Den regnigaste månaden är juni, med i genomsnitt 307 mm nederbörd, och den torraste är oktober, med 43 mm nederbörd.